# Spy Kids 3-D: Game Over
Copiii Spioni 3D: Jocul s-a Terminat (titlu original în engleză: Spy Kids 3-D: Game Over, cunoscut și ca Spy Kids 3: Game Over) este un film science fiction de aventură american din anul 2003. A fost lansat în Statele Unite pe data de 25 iulie 2003. Este al treilea film din seria Copiii Spioni.

## Distribuție
- Daryl Sabara ca Juni Cortez
- Alexa Vega ca Carmen Cortez
- Sylvester Stallone ca Sebcatian făcătorul de Jucării / Clonele lui
- Antonio Banderca ca Gregorio Cortez
- Carla Gugino ca Ingrid Cortez
- Ricardo Montalbán ca Valentin Avellan
- Holland Taylor ca Helga Avellan
- Mike Judge ca Donnagon Giggles
- Salma Hayek ca Francesca Giggles
- Ryan Pinkston ca Arnold
- Bobby Edner ca Francis
- Robert Vito ca Rez
- Nicole Kidman ca Nathan, Președintele Statelor Unite
- Cheech Marin ca Felix Gumm
- Danny Trejo ca Isador "Machete" Cortez
- Emily Osment ca Gerti Giggles
- Matt O'Leary ca Gary Giggles
- Alan Cumming ca Fegan Floop
- Tony Shalhoub ca Alexander Minion
- Steve Buscemi ca Romero
- Bill Paxton ca Dinky Winks
- Elijah Wood ca Tipul
- Courtney Jines ca Demetra
- George Hurst ca Unchiul Gomez
- Julio Paxton ca Max Dink/Dinky Winks Jr.
- Camille Chen ca Processor
- Selena Gomez ca fata de la parcul acvatic